# Ancylolomia planicosta
Ancylolomia planicosta là một loài bướm đêm trong họ Crambidae.